# 夜はエキサイティング
『夜はエキサイティング』（よるはエキサイティング、The Exciting Night）は、1984年10月6日から1985年3月23日までテレビ東京で放送されていたバラエティ番組。

## 概要
1983年から放送開始したフジテレビの『オールナイトフジ』に対抗すべく制作され、性風俗特集を前面に出していたお色気番組であった。ちなみに、同時間帯の同種番組としては唯一の事前収録による放送であった（他局同時間帯の番組はすべて生放送）。

## 苦情
1985年、衆議院予算委員会で他局のお色気番組と共に当番組も取り上げられ、郵政省(現：総務省)からも局に対して改善の方策を求められた。また同年5月には児童・青少年を配慮して自主規制を徹底するために、放送基準審議会の下部機構として、放送倫理小委員会(委員長・絹村 TBS 常務取締役)を設けられた。当時のテレビ東京の社長・中川 順が日本民間放送連盟の会長も同時に務めており、「良識をもって番組の自主規制、番組の向上を進めていかなければならない」として協力を求めた。
結局これらが決定打となり、この時間帯の番組としては一番早い1985年3月23日に打ち切られ、同年4月からは日本映画名作劇場が放送されることとなった。以来、1991年秋に『ギルガメッシュないと』がスタートするまでテレビ東京における土曜深夜のお色気番組は空白状態となる。

## 放送時間
- 土曜：24:00 - 26:00 （日曜：0:00 - 2:00） - 『さんまのサタデーナイトショー』と同様に、生放送ではなく2時間のVTR収録だった。

## 司会者
- 鈴木ヒロミツ
- マリアン

## ネット局
- テレビ東京（制作局）
- テレビ大阪
- テレビ愛知
- 三重テレビ - 同時ネット
- 岐阜放送 - 同時ネット

## 同時期、同時間帯で放送されていた番組
- TV海賊チャンネル（日本テレビ）
- ハロー!ミッドナイト（TBS）
- オールナイトフジ（フジテレビ）
- ミッドナイトin六本木（テレビ朝日）

| テレビ東京 土曜深夜のお色気番組                         | テレビ東京 土曜深夜のお色気番組                        | テレビ東京 土曜深夜のお色気番組                        |
| 前番組                                                  | 番組名                                                 | 次番組                                                 |
| ------------------------------------------------------- | ------------------------------------------------------ | ------------------------------------------------------ |
| さんまのサタデーナイトショー （1981年10月 - 1984年3月） | 夜はエキサイティング （1984年10月6日 - 1985年3月23日） | ギルガメッシュないと （1991年10月5日 - 1998年3月28日） |